# Utopia
Utopia este o carte de Thomas More.

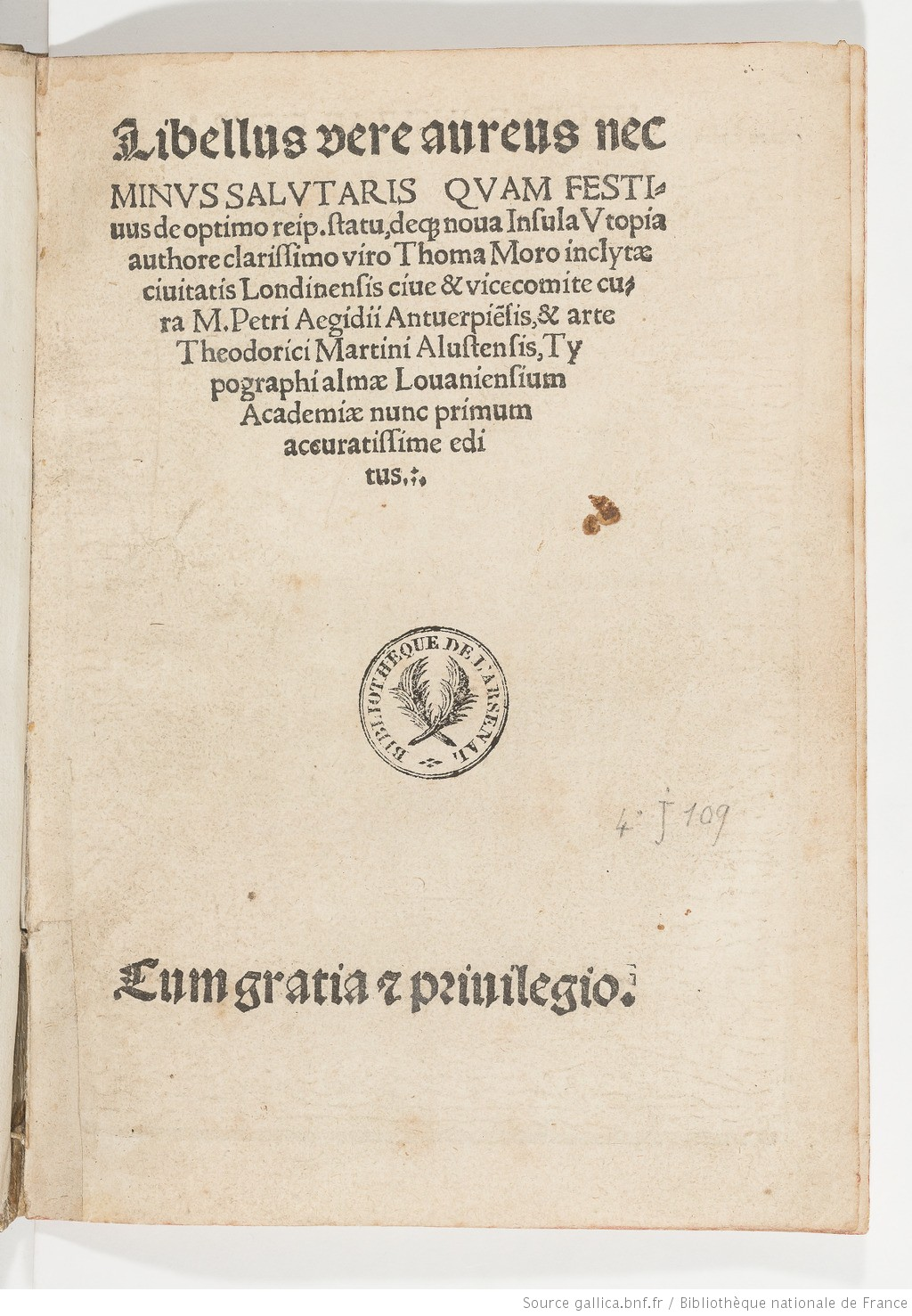
Subtitlul primei ediții este “O cărticică cu adevărat de aur, nu mai puțin utilă decât agreabilă, despre optima formă de stat și despre noua insulă Utopia...” (Libelus vere aureus, nec minus salutaris quam festivus, de optimo rei publicae statu deque nova insula Utopia...).

Lucrarea are ca subiect o societate evoluată, organizată într-o republică (lat. Utopiensium Republica), pe insula fictivă Utopia. Viața utopienilor este regulată în detaliu. Obiceiurile lor și organizarea economică impun egalitatea și uniformitatea. Filosofia, justiția, politica externă, și religia utopienilor sunt contrastate cu cele ale națiunilor europene.
Cartea a fost scrisă în latină și tipărită la Louvain în 1516, la puțin timp după descoperirea Americii. Rafael, cel care descrie societatea utopienilor, este un personaj imaginat, care ar fi participat la călătoriile lui Amerigo Vespucci. 
Lucrarea este scrisă într-un stil neafectat, conversational, similar cu dialogurile lui Platon, în contrast cu modelul scolastic de dezbatere, pe care autorul îl critică explicit. 
Titlul este format din combinarea cuvintelor ou și topos din greacă și înseamnă „niciunde” (cuvântul topografic, „harta unui loc”, este format în același fel). Titlul a devenit sinonim cu o societate ideală, nerealizabilă în practică.
Cartea nu a fost scrisă pentru un amuzament frivol, ceea ce se poate vedea în seriozitatea cu care autorul își motivează lucrarea în problemele de guvernământ din Europa. El constată situația curentă și prezintă o alternativă pe care o cunoaște ca fiind imperfectă. Lucrarea nu este o povestire de aventuri de călătorie 
„ … nu l-am întrebat despre monștri, pentru că nimic nu e mai banal și auzi peste tot de câini și lupi feroce sau de cruzi mâncători de oameni; dar nu este la fel de ușor să găsești state care sunt guvernate bine și cu înțelepciune. ”

## Context
Autorul are o admirație deosebită pentru filosofii, poeții și istoricii Greciei Antice și include o serie de cărți favorite scrise de ei, pe care Rafael le-ar fi lăsat utopienilor. Filosofii au fost interesați dintotdeauna de forme de guvernământ ideale (de exemplu, Republica lui Platon, Politica lui Aristotel, sau Cetatea lui Dumnezeu de Sf. Augustin). Ei au considerat de obicei că societatea este un analog al omului, o eroare care a dus la propuneri de forme de guvernământ ideale care regulează viața socială în detaliu, de exemplu văzând legile ca un fel de „leac” pentru un așa-numit „organism politic” 
„ …Aceste legi pot avea aceleași efecte ca nutriția și îngrijirea pentru un om bolnav…”
Spre deosebire de filosofii Greciei Antice, autorul este însă conștient de problemele unor astfel de propuneri, de diferența dintre un model filosofic abstract și forme de guvernământ practice,
„ … cred că oamenii nu pot trăi bine atunci când toate bunurile sunt comune; cum poate fi vorba de belșug când fiecare om poate să se sustragă de la muncă? ”
 iar Hythlodaeus, numele de familie al lui Rafael, înseamnă „priceput în nimicuri” sau „dozator de nimicuri” în greacă. 
Obiceiurile utopienilor (de exemplu mesele luate în comun după o scurta lectură despre moralitate) și organizarea economică (lipsa proprietății private, absența banilor) sunt inspirate din viața monahală.
„ … ei țin foarte mult să aibă bunurile în comun; și au înțeles  că Hristos și discipolii lui au trăit astfel, și că această regulă este încă urmată în unele comunități formate din cei mai sinceri creștini. ”
O astfel de organizare functionează bine la scară mică într-o mănăstire, care s-au dovenit a fi instituții deosebit de stabile. Într-o mănăstire însă este adecvat ca devotamentul total sa fie cerut cu un scop unic (un model de viață creștinească), iar călugării si maicile renunță voluntar la libertățile individuale și pot pleca oricând. Este acum însă știut că un astfel de model de organizare în detaliu „de la centru” a vieții sociale nu functionează atunci când este aplicat la o scară largă, așa cum este el prezentat în lucrare. 

## Acțiune

### Cartea 1
În  narațiunea cadru, More îl întâlnește în Antwerp pe Rafael, un călător recent întors din America. Ei discută problemele de guvernământ din Anglia, unde satele sunt depopulate de conversia terenurilor agricole în pășuni pentru oi, oamenii ajung vagabonzi fără un mijloc de subsistență, fură pentru a supraviețui, iar cei prinși sunt spânzurați cu miile, o pedeapsă pe care autorul o consideră exagerată. În același timp, alții duc o viață de huzur pe lângă casele celor înstăriți. 
„  Dacă accepți ca oamenii să fie rău educați și obiceiurile lor sa fie corupte din copilărie, și îi pedepsești după aceia pentru crimele la care educația i-a predispus, ce se poate concluziona din asta altceva decât că ai făcut hoți și după aceea i-ai pedepsit? ”
În loc să fie preocupați de bunăstarea supușilor, regii europeni se luptă între ei pentru a-și mării teritoriile 
„ … doresc să obțină noi ținuturi .. în loc să le guverneze bine pe cele pe care le au …”
Rafael refuză să fie un sfetnic la curtea vreunui rege european, pentru că nu crede că va avea o șansă să îndrepte lucrurile. Cu toate acestea, More îl convinge să descrie ce a văzut în insula Utopia în călătoriile lui. 

### Cartea 2
În a doua parte, Rafael povestește în detaliu despre organizarea utopienilor.
Forma de guvernământ este republica. Un magistrat este ales de fiecare 30 de familii, cei 200 de magistrați, ai fiecărui oraș alegând la rândul lui un principe. Sunt 54 de orașe pe insulă și în fiecare an are loc o adunare unde se discută problemele comune, la care participă 3 senatori din fiecare oraș. 

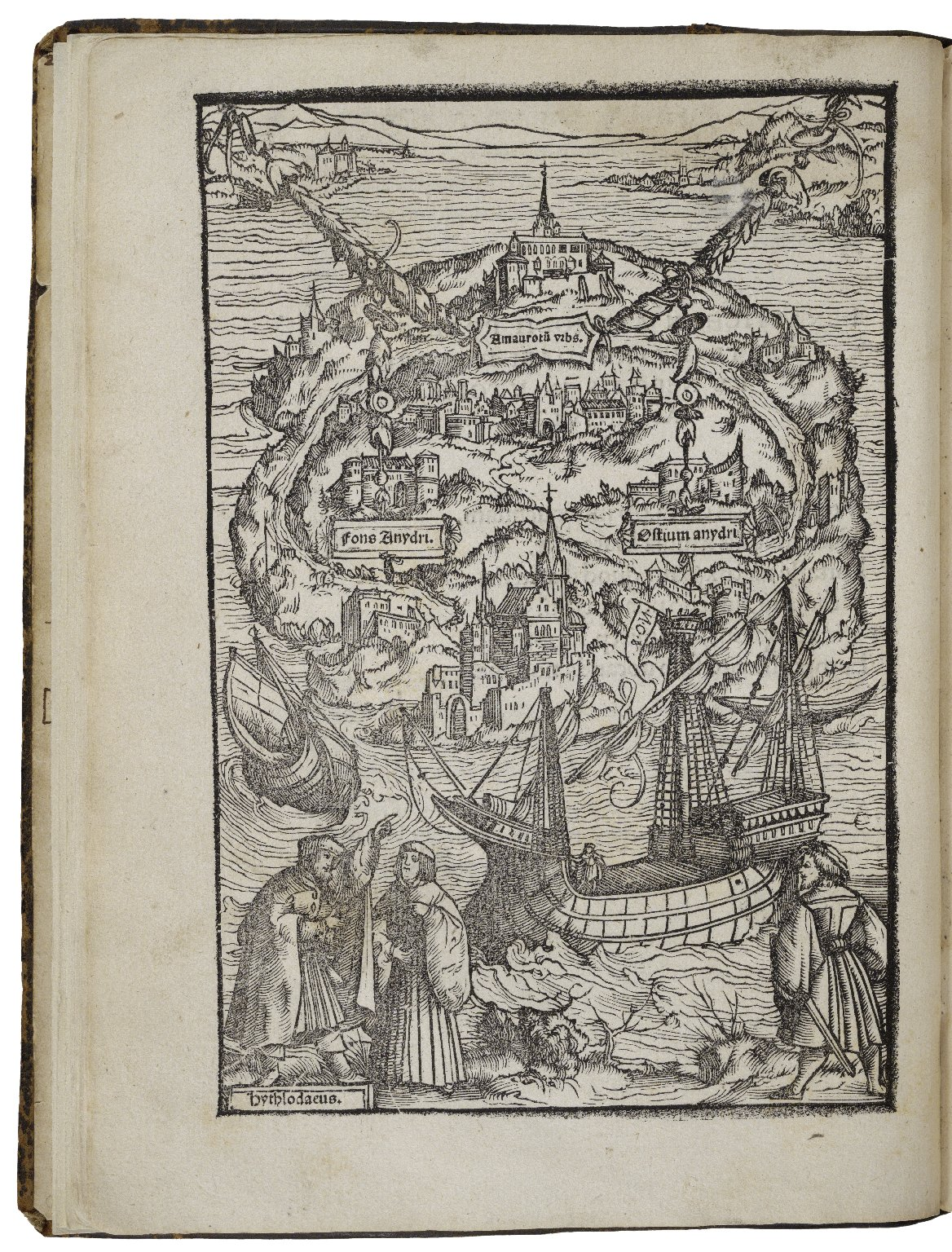
Harta ediției din 1518 (în stânga jos, Rafael descrie insula Utopia) după o gravură în lemn de. Detaliile topografice sunt irelevante, după cum autorul face clar din titlu.

Toți oamenii, bărbați și femei, au o ocupație care le ia doar 6 ore pe zi. Nimeni nu duce lipsă de nimic pentru că toți muncesc. Nu posedă bunuri proprii, sunt îmbrăcați toți la fel și totul aparține tuturor. Când au nevoie de ceva se duc la depozite, de unde iau cât au nevoie. Au spitale publice, un lucru rar atunci în Europa,
„ În fiecare oraș sunt patru spitale publice ”
Utopienii își schimbă locuința din oraș prin tragere la sorți la fiecare 10 ani. Există de asemenea un schimb regulat de populație între fiecare oraș și satele învecinate, pentru că fiecare utopian se ocupă de agricultură pentru o perioadă 2 ani, timp în care locuiesc în sate. Timpul liber și-l petrec în ocupații utile și nu practică nici un fel de joc de noroc. Nu folosesc bani și disprețuiesc aurul atât de mult încât îl folosesc doar pentru a face din el oale de noapte sau lanțuri și cătușe pentru sclavii pe care îi folosesc la munci sordide.
Utopienii urmăresc să trăiască virtuos în acord cu natura. Fericirea pentru ei este plăcerea de un fel mai adevărat și pur, de exemplu „plăcerea de a ajuta”, sănătatea, muzica etc. Lucrurile pe care oamenii și le doresc de obicei (haine, rang, bani, o participare la vânătoare …) nu sunt considerate demne de dorit. Legile sunt simple și clare, astfel că fiecare le poate înțelege. Iubesc pacea, sunt curajoși și prudenți. În război, recrutează mercenari pe care îi plătesc cu aurul disprețuit de ei însiși. 
Utopienii venează un singur zeu principal și atotputernic, care poate avea diferite denumiri și au libertate religioasă cu această condiție.

„ Dumnezeu ar putea să inspire pe oameni în diferite feluri și să fie mulțumit de această varietate ”
„ Nici un om nu poate fi pedepsit pentru religia lui. ”
„ … fiecare om poate avea religia pe care o dorește, și poate încerca să îi atragă pe alții la ea prin forța argumentelor, și prin mijloace amiabile și modeste, dar fără acrimonie împotriva celor de alte opinii; el nu poate să folosească altă forță în afară de cea a persuasiunii și nu poate sa o amestece cu reproșuri sau cu violență… ”
Prelații sunt aleși, dar nu au autoritate judecătorească, care ține exclusiv de magistrați și de principe. 
Rafael revine în final la problemele națiunilor europene și nedreptatea care rezultă atunci când venitul nu reflectă munca depusă. El consideră că banii „obstrucționează” procurarea bunurilor necesare mai curând decât o facilitează. 
More este impresionat de ceea ce a aflat despre utopieni, dar nu este de acord cu totul, de exemplu cu viața trăită în comun și fără să folosească bani, dar nu îl contrazice pe Rafael, pe care îl vede obosit de îndelungata povestire. 

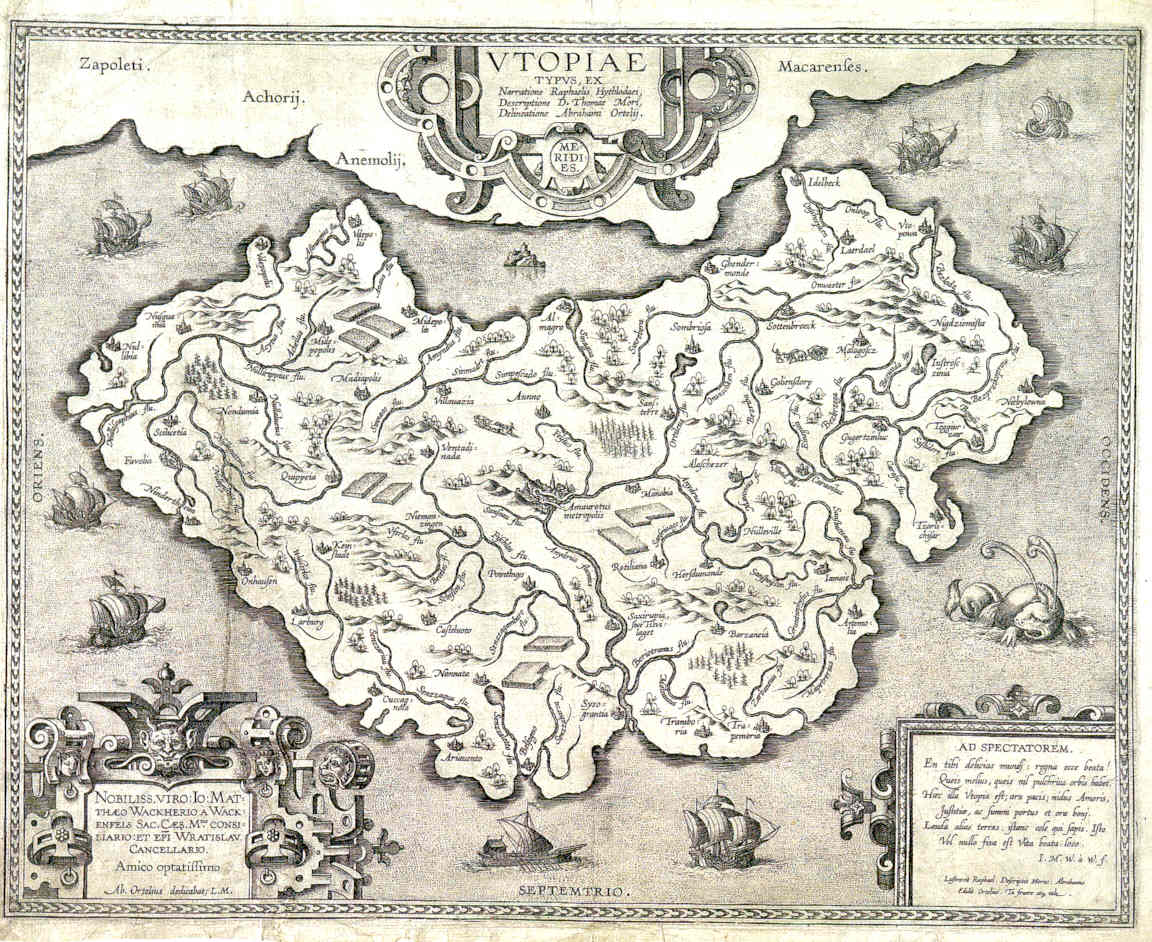
O hartă de Ortelius, ca. 1595.